# Radice numerica
In matematica, la radice numerica (o digitale, dall'inglese digital root) di un numero è il risultato della somma  delle sue cifre, reiterata fino ad ottenere un valore monocifra, quindi compreso fra 0 e 9 (in base 10). La radice numerica è l'analogo rispetto all'addizione della radice numerica moltiplicativa rispetto alla moltiplicazione.
Normalmente la radice ha quindi senso soltanto per i numeri interi ed esprime a sua volta un numero intero; risulta anche che la radice numerica è diversa a seconda dalla base utilizzata e che non può essere considerata ingenuamente una somma fino ad ottenere un valore di una sola cifra, in quanto questa definizione diventerebbe erronea se applicata a numeri espressi in basi superiori alla 10 se non vengono opportunamente usati altri segni unici identificabili come cifre aggiuntive a quelle comunemente usate.
La radice numerica di un intero n si ottiene con un processo costituito da successivi passi riduttivi ciascuno dei quali consiste nel ricavare da un intero la somma delle sue cifre nella scrittura in base b.
Facciamo alcuni esempi limitandoci alla base 10 e quindi alle notazioni decimali
La radice numerica di 456 è uguale alla radice numerica di 4+5+6 = 15, cioè è uguale a 1+5 = 6.
Per la radice numerica dell'intero 65.536 si passa attraverso 6+5+5+3+6 = 25 per arrivare a 2+5 = 7.
Naturalmente la radice numerica di un intero inferiore a b coincide con l'intero stesso.
La radice numerica in una determinata base è quindi una funzione suriettiva dell'insieme degli interi positivi sull'insieme {\displaystyle {0,1,2,\ldots ,b-1},} e il risultato è la classe resto modulo {\displaystyle b-1,} vedi Aritmetica modulare.
Per la base 10, ad esempio, si osserva facilmente che la successione delle radici numeriche corrispondente alla successione degli interi vede la sequenza degli interi da 1 a 9 ripetersi illimitatamente (con periodicità 9, naturalmente). Da questo segue che il calcolo delle radici numeriche viene in genere molto sveltito da considerazioni sulle congruenze (vedere prova del 9). La formula per calcolare la radice numerica è quindi:
{\displaystyle r(n)={\begin{cases}0,&{\text{se }}n=0,\\9,&{\text{se }}n\equiv 0{\bmod {9}}{\text{ e }}n\neq 0,\\n{\bmod {9}},&{\text{se }}n\not \equiv 0{\bmod {9}}.\end{cases}}}
Il passo riduttivo introdotto sopra è una endofunzione tra interi: per questa endofunzione i numeri da 1 a {\displaystyle b} sono punti fissi. Questa endofunzione definisce un digrafo infinito sugli interi che risulta essere sostanzialmente un aggregato di {\displaystyle b-1} controarborescenze aventi come radici i numeri da 1 a {\displaystyle b-1.}
Per alcuni insiemi particolari di interi si trovano delle interessanti restrizioni per i possibili valori della radice numerica.
- Le radici numeriche degli interi quadrati sono solo 1, 4, 7 e 9 (infatti sono i quadrati in {\displaystyle \mathbb {Z} _{9}}).
- Le radici numeriche dei cubi perfetti sono 1, 8 e 9 (infatti sono i cubi in {\displaystyle \mathbb {Z} _{9}}).
- Le radici numeriche dei numeri triangolari sono 1, 3, 6 o 9.
- Le radici numeriche dei numeri primi diversi da 3 sono 1, 2, 4, 5, 7 e 8 (infatti i numeri con radici numeriche 3, 6, 9 sono divisibili per 3).
- Le radici numeriche delle potenze di 2 sono 1, 2, 4, 5, 7, 8 (infatti i numeri con radici numeriche 3, 6, 9 sono divisibili per 3).
- Tutti i numeri perfetti, con l'eccezione di 6, hanno come radice numerica 1.
- La radice numerica di un numero stellato è 1 o 4.
- La radice numerica di un numero multiplo di 9 è 9.

Questi fatti possono essere utilizzati per controllare se un intero non appartiene a un insieme di uno dei tipi suddetti: si tratta di un caso di controllo parziale basato su una condizione necessaria ma non sufficiente.
La somma teosofica di un numero {\displaystyle N} in base {\displaystyle b} utilizza il calcolo della radice numerica, dopo aver effettuato la somma dei primi {\displaystyle N} (nella stessa base e insieme numerico). Ad esempio in base 10, la somma teosofica di 4 è: 1+2+3+4 = 10 (1+0)=1.
Il numero di passaggi per giungere alla radice numerica di un numero si chiama persistenza additiva. Le persistenze additive dei primi numeri interi sono elencate nella sequenza A031286 dell'OEIS, mentre i primi numeri ad avere {\displaystyle n} come persistenza additiva sono consultabili, per ogni {\displaystyle n,} nella sequenza A006050.